# Sint-Mariakerk (Sarlat)
De Sint-Mariakerk (Frans: Église Sainte-Marie) is een voormalige kerk in het stadscentrum van Sarlat (gemeente Sarlat-la-Canéda). Sinds 2001 is er een overdekte markt gevestigd.
De bouw van de kerk is begonnen in 1368 maar ze werd pas in 1507 ingewijd. De gotische kerk werd tijdens de Franse Revolutie in beslag genomen en onttrokken aan de eredienst in 1794. Het gebouw werd in loten verdeeld en aan particulieren verkocht. Er waren er onder andere een bakkerij, een salpeterfabriek, een steenkoolopslagplaats, een postkantoor en een dispensarium gevestigd. De kerk werd beschermd als historisch monument in 1905. 
In 2001 werd het gebouw opengesteld als overdekte markt, na een renovatie door architect Jean Nouvel. Deze markt telt een vloeroppervlak van 400 m² en er worden streekproducten verkocht. In de voormalige klokkentoren werd een panoramische lift geïnstalleerd. In het portiek van de kerk werden twee metalen deuren van 15 meter hoog en met een gewicht van 11 ton geplaatst.

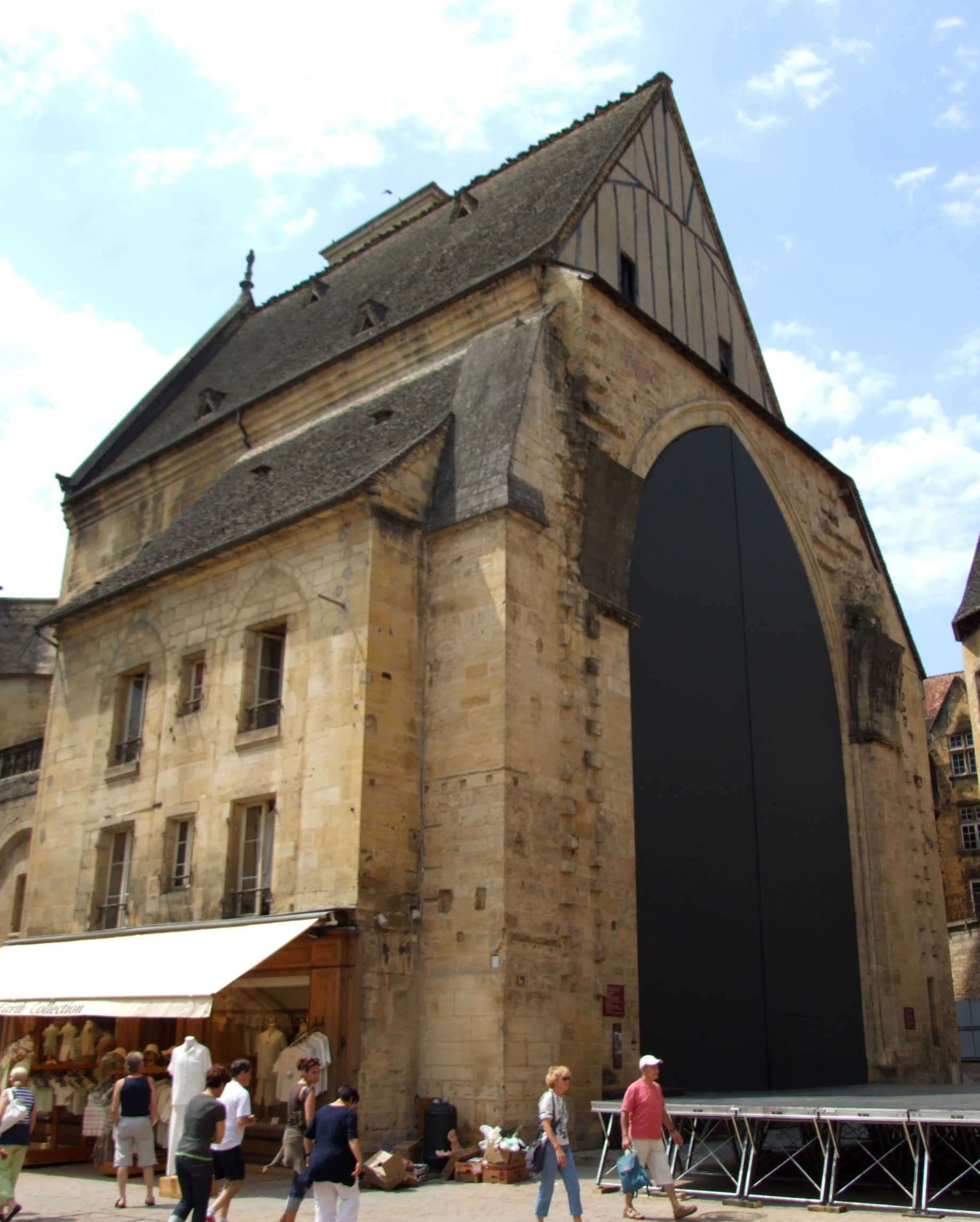
De voormalige kerk met de moderne metalen deuren